# Aida Bosch
Aida Bosch (* 1964) ist eine deutsche Soziologin und Professorin an der Friedrich-Alexander Universität Erlangen-Nürnberg.

## Leben
Nach einem Studium der Soziologie, Politikwissenschaften und Geschichte promovierte sie 1997 bei Gert Schmidt an der Universität Erlangen. Ihre Habilitation schloss sie 2009 im Bereich der Kultursoziologie ab.
Ihre Forschungsschwerpunkte liegen in der Kultur- und Wissenssoziologie. Genauer forscht sie zur Kunstsoziologie, Bildtheorie und Visuellen Soziologie sowie zur Emotionssoziologie. Ihre Promotion behandelte schwerpunktmäßig Themen der Arbeits- und Organisationssoziologie.
Aida Bosch war bis 2023 auch Frauenbeauftragte der Philosophischen Fakultät und Fachbereich Theologie der Universität Erlangen.

## Schriften (Auswahl)
- Ästhetischer Widerstand gegen Zerstörung und Selbstzerstörung. (hgg. mit Hermann Pfütze) Wiesbaden: Springer VS. 2018, ISBN 978-3-658-18766-8
- Die Schönheit der Welt als Lebensfrage. Ästhetischer Widerstand gegen Destruktionsdynamiken. In: Aida Bosch/Hermann Pfütze (Hrsg.): Ästhetischer Widerstand gegen Zerstörung und Selbstzerstörung. S. 25–35, Wiesbaden: Springer VS, 2018. ISBN 978-3-658-18767-5 doi:10.1007/978-3-658-18767-5_2
- Konsum und Exklusion. Eine Kultursoziologie der Dinge. Bielefeld: transcript. 2010, ISBN 978-3-8376-1326-1
- Ding und Symbol. Soziale Ungleichheit, Identität und persönliche Objekte. Habilitationsschrift, eingereicht an der Friedrich-Alexander-Universität Erlangen-Nürnberg. 2009